# Hiroyuki Shirai
Hiroyuki Shirai (jap. 白井 博幸, Shirai Hiroyuki; * 17. Juni 1974 in Fuji, Präfektur Shizuoka) ist ein ehemaliger japanischer Fußballspieler.

## Laufbahn
Shirai besuchte die von der Tōkai-Universität betriebene 1. Oberschule, die bereits mehrere Profifußballer hervorbrachte. Nach seinem Schulabschluss wurde er 1993 vom Erstligisten Shimizu S-Pulse unter Vertrag genommen, wechselte 1997 zu Verdy Kawasaki, 1998 zu Cerezo Osaka, 2000 zu Shonan Bellmare, 2006 zu Vegalta Sendai und beendete seine Karriere beim Drittligisten FC Ryūkyū.
Mit der japanischen Nationalmannschaft qualifizierte er sich für die Olympischen Sommerspiele 1996, bei denen er in den Gruppenspielen gegen Brasilien und Nigeria zum Einsatz kam.

## Errungene Titel
- J. League Cup: 1996